# Patuxai
Patuxai (Lao: ປະ ຕູ ໄຊ, însemnând Poarta Victoriei sau Poarta Triumfului, cunoscută anterior ca Monumentul Anousavari sau Anosavari, cunoscut de francezi sub numele de Monument Aux Morts) este un monument de război din centrul orașului Vientiane, capitala Laosului, construit între 1957 și 1968. A fost dedicat celor care au luptat în războiul pentru independența față de Franța. În romanizarea numelui din limba laoțiană, are mai multe variante de transliterare: Patuxai, Patuxay, Patousai și Patusai. Se mai numește Arcul Patuxai sau Arcul de Triumf din Vientiane, întrucât seamănă cu Arcul de Triumf din Paris. Cu toate acestea, este un monument tipic laoțian, decorat cu creaturi mitologice, cum ar fi kinnari (jumătate femeie, jumătate pasăre).

## Istorie
Patuxai este un cuvânt compus: „patuu” sau „patu” înseamnă „ușă” sau „poartă”, iar „Xai”, derivat din cuvântul sanscrit „Jaya”, înseamnă „victorie”. Astfel, Patuxai înseamnă „Poarta Victoriei”. Patuxai a fost construit în timpul unei perioade turbulente din istoria Laosului. A fost construită atunci când Laos era o monarhie constituțională și a fost cunoscută inițial ca „Anousavali” („amintire”), în memoria soldaților laoțieni care au murit în timpul celui de-al doilea război mondial și a războiul de independență față de Franța în 1949.
Monumentul a fost finanțat din fonduri americane destinate de fapt construirii unui nou aeroport. În schimb, guvernul regal laoțian a construit monumentul, ceea ce i-a adus porecla de „pistă verticală”.
Monumentul a fost proiectat de arhitectul laoțian Tham Sayasthsena. În 1957, au fost alese planurile sale dintre cele prezentate de Departamentul Lucrărilor Publice, Departamentul de Inginerie Militară și de numeroși arhitecți privați. Tham a primit 30.000 de kip pentru munca sa. Costul construcției a fost estimat la 63 de milioane de kip.
În mai 1975, partidul comunist Pathet Lao a răsturnat guvernul de coaliție și a preluat puterea, punând capăt vechii monarhii și instalând un prim-ministru pe jumătate vietnamez. Au redenumit monumentul Patuxai în onoarea victoriei care le-a fost acordată de armata nord-vietnameză.

## Geografie
Patuxai se află la capătul bulevardului Lang Xang, în inima orașului Vientiane. Este înconjurat de parcul Patuxay.

## Arhitectură
Monumentul are cinci turnuri care reprezintă cele cinci principii de conviețuire între națiunile lumii. Ele sunt, de asemenea, reprezentative pentru cele cinci principii budiste ale „amabilității, flexibilității, onestității, onoarei și prosperității”.
Monumentul, așa cum a fost construit, are porți pe cele patru laturi orientate spre punctele cardinale. Porțile de est și de vest se deschid spre Bulevardul Long Xang, pe care se desfășoară paradele naționale ceremoniale. În fața fiecărei porți se află câte un iaz. Cele patru iazuri reprezintă secțiunea deschisă a unei flori de lotus (reprezentând reverența laoțienilor față de vitejii războinici ai națiunii). Cele patru colțuri ale porților sunt împodobite cu statui ale unui rege Naga (simbolul mitic al Laosului), cu o reprezentare care semnifică pulverizarea unui jet de apă (care sugerează natură, fertilitate, bunăstare și fericire) în iazurile de pe sol. Două scări de beton se ridică din interiorul structurii principale, trecând prin fiecare etaj, până în vârful monumentului. Galeriile de vizitare sunt prevăzute la etajele superioare. La etajul 1 sunt amplasate preponderent birourile conducerii monumentului; chioșcurile cu accesorii turistice (artefacte, suveniruri și băuturi răcoritoare) sunt de asemenea adăpostite la acest etaj. Etajul al doilea este o zonă importantă, unde este găzduit un muzeu care prezintă statui și imagini cu eroii și eroinele importante ale țării.
Următorul nivel este un spațiu deschis în care sunt construite patru turnuri la cele patru colțuri. Aceste turnuri au fost decorate cu fresce de frunze. Turnurile sunt, de asemenea, echipate cu becuri electrice, care sunt pornite în timpul zilei naționale și în timpul altor festivaluri importante. Turnurile mici, cu ornamentație asemănătoare templelor, sunt proiectate în stil laoțian și sunt prevăzute cu turle. Fiecare turn are câte o scară. În afară de cele patru turnuri din colțuri, există un alt turn mai mare, central, deasupra acestui etaj, care are și o scară ducând la ultimul etaj, unde se află platforma de vizionare de pe care se deschide o vedere panoramică asupra orașului Vientiane. La acel nivel este montat și un telescop, pentru o mai bună vedere a orașului. Au fost elaborate planuri pentru a instala ascensoare în două colțuri ale monumentului amplasate pe diagonal, planuri care trebuiau îndeplinite până în 2010, când s-au sărbătorit 450 de ani de la atestarea orașului Vientiane. Cu această ocazie, s-a propus ca întregul monument să fie decorat cu flori și iluminat. Clădirea monumentală nu este complet finalizată nici până în zilele noastre, deși guvernul laoțian a alocat de mai multe ori fonduri.
Sistemul de fântâni muzicale montat în grădina elegantă recent construită a fost donat de chinezi. Este o caracteristică populară pentru vizitatorii și localnicii care vizitează monumentele după-amiaza.

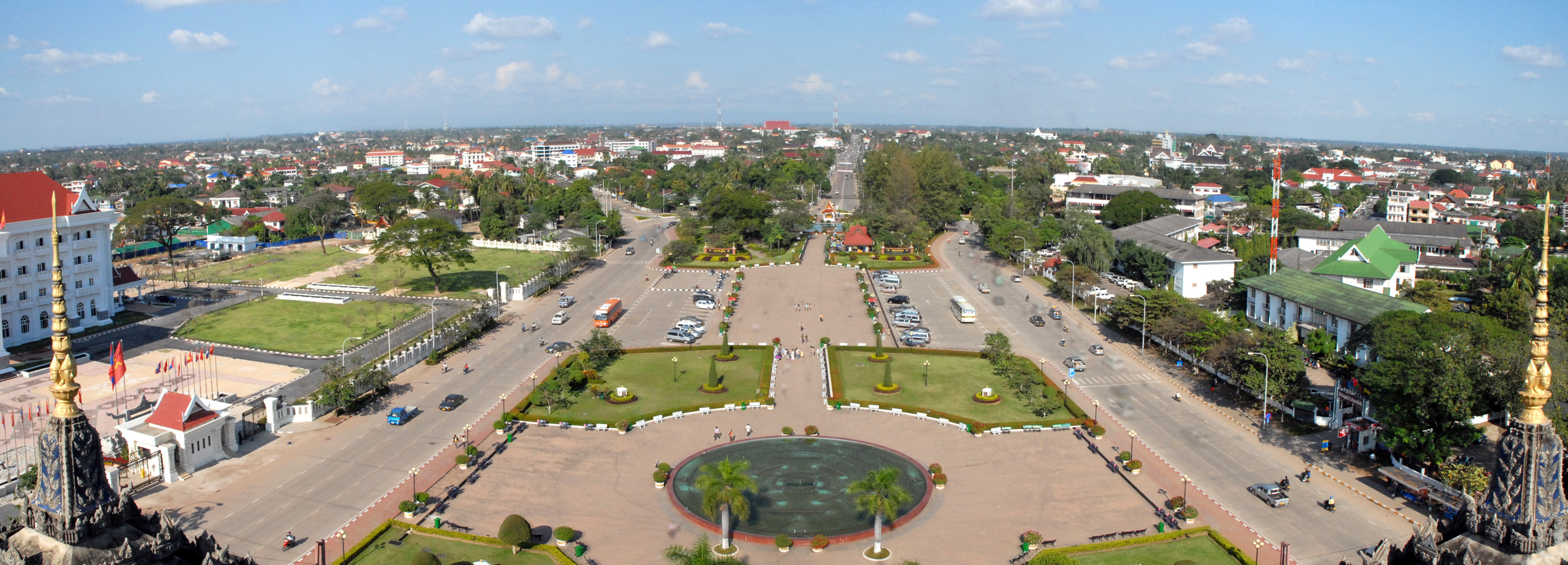
Vedere asupra orașului dinspre Patuxai
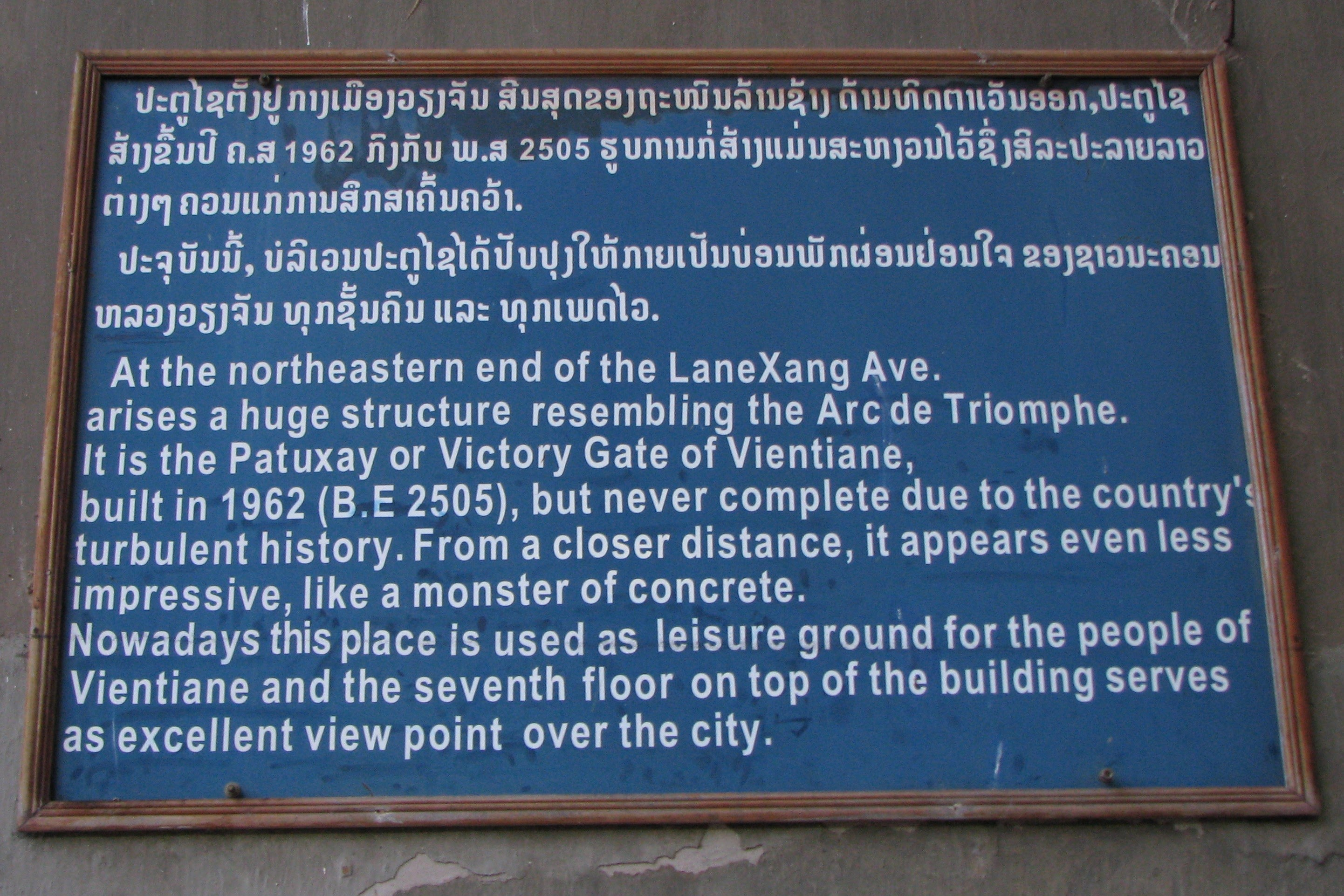
Placă informativă